# 2015年蒲隆地動亂
2015年布隆迪動亂始于2015年4月26日。2015年4月25日，时任布隆迪总统皮埃尔·恩库伦齐扎决定参加2015年6月26日举行的布隆迪总统选举。然而，布隆迪国内的反对党和部分社会团体认为恩库伦齐扎竞选连任违反宪法，在26日发动抗议活动。5月13日，布隆迪前情报局长戈德弗瓦·尼永巴雷发动政变，宣布解除皮埃尔·恩库伦齐扎的总统职务。政变在两天时间内失败。5月14日，恩库伦齐扎返回布隆迪首都。发动政变的数名军官、警官随后被捕。动乱造成超过11万布隆迪人逃往国外避难，其中约7万人逃往坦桑尼亚。

## 背景
布隆迪是最不发达国家之一，1962年独立以来胡图族和图西族冲突频繁，历史上还曾数次发生政变。1993年10月，总统梅尔希奥·恩达达耶（胡图族）遇刺，引发了长达十几年的内战。1996年7月25日，图西族控制的部队发动政变，推翻时任总统西尔维斯特·恩蒂班通加尼亚，拥立新总统皮埃尔·布约亚。2000年8月，在国际社会的调解下，布隆迪与各派签订和解协议，并在2001年11月1日成立了过渡政府。2003年11月，布隆迪最大的反政府武装保卫民主力量与布隆迪政府签订协议，加入过渡政府。2005年布隆迪选举中，保卫民主力量在地方选举中赢得63%的席位，在国民议会赢得55%的席位，在参议院赢得88%的席位，领导人皮埃尔·恩库伦齐扎作为唯一候选人当选总统，保卫民主力量成为执政党。2006年，最后一支反政府武装全国解放阵线与政府签订停火协议，然而此后双方仍然发生了交火，全国解放阵线直至2009年才最终宣布放弃武装斗争。2010年，布隆迪再次举行总统选举。反对派指责执政党在之前举行的地方选举、立法选举中舞弊，因而没有推出候选人参加总统大选。恩库伦齐扎再次以唯一候选人身份当选总统。
根据2005年3月18日颁布并实施的第六部布隆迪宪法，布隆迪总统兼任布隆迪国家元首、政府首脑和军队统帅，由直接普选产生，每个任期为五年，可以连任一次。布隆迪预定在2015年6月举行新一届总统选举。关于恩库伦齐扎是否可以参选连任的问题，布隆迪国内意见不一。恩库伦齐扎及支持者认为，2005年恩库伦齐扎被议会选举为总统，并非直接普选，2010年的总统选举是直接普选，所以恩库伦齐扎可以继续参选。反对党和部分社会团体则认为，恩库伦齐扎参选连任违法宪法规定，他如果坚持参选将使布隆迪陷入混乱和暴力。反对派发出呼吁，如果恩库伦齐扎成为总统候选人，民众要从4月26日起在布隆迪全国进行大规模抗议活动。保卫民主力量在4月25日召开特别大会，宣布恩库伦齐扎作为该党候选人参加总统选举。

## 抗议活动

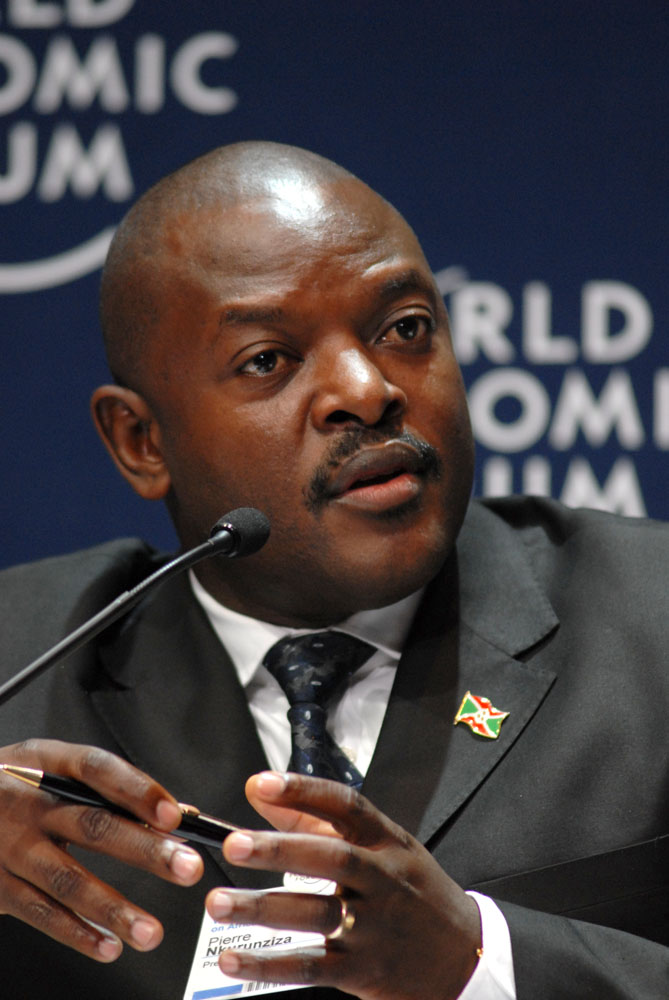
時任蒲隆地總統皮埃爾·恩庫倫齊扎

4月26日，抗议活动在布隆迪首都布琼布拉展开。首日的示威活动中发生了暴力事件，两名示威者死亡，多人受伤。4月28日，联合国难民署声称，四月已有2.1万布隆迪人为躲避动乱逃往邻国卢旺达，仅26日、27日两天就有五千人逃亡。另有报道称，3月起已经有上万布隆迪人担忧可能发生动乱而逃往卢旺达。4月28日，联合国秘书长潘基文表示，已经派遣联合国非洲大湖地区特使吉尼特赴布隆迪与冲突各方协商。潘基文谴责了抗议活动中出现的暴力事件，并呼吁布隆迪政府进行调查。潘基文还敦促各方摒弃暴力，避免煽动仇恨，避免事态升级，呼吁用对话方式解决分歧，并且表示联合国支持布隆迪举行“和平、可信、有包容性”的总统选举。截至5月14日，抗议活动已经造成至少17人死亡。5月15日前，联合国难民署表示逃亡国外的难民已超过10万人。
5月11日，欧盟和美国向布隆迪政府施加压力，认为此时的形势不适合举行选举，应该将选举推迟。欧盟驻大湖地区高级协调员科恩·费尔法克表示，布隆迪政府必须采取措施保证选举可以和平、公平、可信地举行，不然欧盟将不再继续发放资金帮助举行选举。当天晚上，恩库伦齐扎表示不会推迟选举，推迟选举会使国家陷入危机。东非共同体为解决布隆迪危机，决定在坦桑尼亚首都达累斯萨拉姆召开特别峰会。恩库伦齐扎在布隆迪当地时间5月13日早7时飞往坦桑尼亚。
布隆迪宪法法院裁定，恩库伦齐扎竞选第三个总统任期并不违法，他的第一个总统任期并非直选。然而，宪法法院的副院长拒绝签署这份决定，逃离了布隆迪，而且声称法官们受到了死亡威胁。5月8日，恩库伦齐扎提交了文件，成为2015年布隆迪总统选举的第一位候选人。美国国务卿约翰·福布斯·克里公开批评恩库伦齐扎，认为他第二次竞选连任违反宪法。非洲联盟委员会主席恩科萨扎娜·德拉米尼-祖马在5月7日表示，恩库伦齐扎不该竞选第三个任期。此前，非盟和平与安全理事会在4月底呼吁布隆迪人，不论宪法法院的决定如何，都应尊重宪法法院的结果。布隆迪的邻国卢旺达的总统保罗·卡加梅批评恩库伦齐扎说，“如果民众不希望你继续领导他们，他们的意思可能是你为他们做的不够多”。

## 政变
2015年5月13日下午，戈德弗瓦·尼永巴雷少将在布隆迪首都布琼布拉的一座兵营中召开记者会，宣读了声明，由于皮埃尔·恩库伦齐扎无视国际社会尊重宪法的呼吁，决定解除皮埃尔·恩库伦齐扎的总统职务，解散政府。此时，恩库伦齐扎刚刚离开布隆迪几个小时。尼永巴雷声称，他将于其他几位军官组成委员会，通过和平、公平的方式恢复选举的进程。戈德弗瓦·尼永巴雷刚刚在2015年2月被解除布隆迪情报局长职务，还曾担任总参谋长、布隆迪驻肯尼亚大使，在布隆迪国内有一定的声望。然而，不久之后布隆迪总统府在Twitter上发布消息，表示已经挫败了政变企图。总统的新闻秘书维利·尼亚米特维对路透社否认了政变，表示政府把政变的消息看作玩笑。东非共同体的特别峰会被迫取消，总统皮埃尔·恩库伦齐扎启程回国。然而，尼永巴雷通过电视台表示，他已经命令关闭首都的机场，关闭与坦桑尼亚的陆路边境。尼永巴雷等三名军官和两名警官控制了机场，恩库伦齐扎无法回国，只好返回坦桑尼亚。13日晚的媒体报道认为此时局势尚不明朗。13日晚，东非共同体发表声明谴责了布隆迪的政变。
14日中午，尼永巴雷的发言人声称政变力量已经控制了首都布琼布拉市的大部。然而，布隆迪国家广播电台仍然在政府手中。布隆迪国家广播电台报道称，国家广播电台、电视台、总统府、执政党保卫民主力量总部、布琼布拉首都机场等地均在政府掌控之中，外省军队已经陆续向首都增援，布琼布拉暂时处在稳定之中。14日晚，总统府发布消息，恩库伦齐扎已经返回布隆迪，尼永巴雷的政变已告失败。15日，布隆迪警方高官向媒体透露，尼永巴雷躲开了搜捕，已经逃亡。据说他逃向了布琼布拉以南。当天，布隆迪总统府发布消息，被捕的还有3名军方高层，包括前国防部长西里尔·恩达伊鲁基耶。总统府表示，仍然计划在5月26日举行地方选举和立法选举，在6月26日举行总统选举。政变中，政府军4人受伤，政变部队12人死亡、35人受伤。尼永巴雷仍然在逃。5月18日，恩库伦齐扎签署法令，更换对外关系与国际合作部长、国防部长和商业、工业、邮政与旅游部长。据称，原国防部长蓬蒂安·加西尤布文盖因为在政变中“扮演的角色”而被解职。
政变失败后，反对派在15日重新开始游行活动。